# Северен Бахър ал Газал
Северен Бахър ал Газал (на английски: Northern Bahr el Ghazal; на арабски: شمال بحر الغزال) е една от 10-те провинции на Южен Судан. Разположена е в северната част на страната. Заема площ от 30 543 км² и има население от 720 898 души (по данни от 2008 година). Главен град на провинцията е град Ауейл.